# HD 155358
HD 155358 is een gele dwergster ongeveer 142 lichtjaar van ons verwijderd in het sterrenbeeld Hercules. Om de ster draaien minstens twee exoplaneten, HD 155358 b en HD 155358 c.
De ster heeft een massa van ongeveer 0,89 zonnemassas.